# Egyptens moderna historia
Egyptens moderna historia börjar 1882 när landet kom att bli en del av den brittiska intressesfären.

## Ockupation
På 1870-talet hade Storbritannien skaffat sig intressen i Egypten. Efter oroligheter 1882 ockuperade engelsmännen landet och blev de som verkligen styrde landet bredvid dess nominella härskare, khediven, som lydde under den osmanska sultanens suveränitet.

## Sultanat
Osmanska rikets deltagande i första världskriget på centralmakternas sida medförde i Egypten en svår kris beroende på att khediven ställde sig på osmanernas sida. England tillkännagav att de övertagit landets försvar och i december 1914 förklarades Egypten för brittiskt protektorat. Khediven avsattes och efterträdaren fick titeln sultan av Egypten som tecken på att den osmanska sultanens suveränitet över Egypten var till ända.

## Kungarike
Förhandlingar 1922 ledde de till en brittisk regeringsförklaring som innebar att protektoratet omedelbart skulle upphöra och Egypten erkännas som en oberoende suverän stat. Egypten blev ett självständigt kungarike under Fuad I. Storbritanniens inflytande på vissa angelägenheter förblev dock fortfarande stort. De nationalistiska strömningarna ledde till tilltagande inre oro och medförde starka slitningar med England. Detta föranledde kung Fuad 1928 att suspendera författningen och införa en kunglig diktatur. Han avled 1936 och efterträddes av sin son Farouk I. Samma år kom ett nytt traktat till stånd mellan England och Egypten i form av en militärallians inom NF:s ram föranlett av spänningen mellan England och Italien under det italiensk-abessinska kriget.
Under andra världskriget förhöll sig Egypten neutralt till 1945, då det förklarade Japan och Tyskland krig, men de diplomatiska förbindelserna bröts med Tyskland redan 1939, med Japan december 1941 och med Vichyregimen i januari 1942. För att revidera 1936 års fördrag inleddes förhandlingar 1946 med England och brittiska regeringen meddelade i maj samma år att alla brittiska trupper skulle dras bort från Egypten. De engelsk-egyptiska förhandlingarna stupade emellertid på oenigheten om Sudans ställning. Egypten lade 1947 fram sina krav på Sudan inför FN:s säkerhetsråd. Britterna genomförde ändå utrymning av marinbasen Alexandria och av Kairo varvid garnisonen i Kairo flyttades till kanalzonen.
Egypten deltog i 1948 års arabisk-israeliska krig.
Egyptiska regeringen sade 1951 upp fördraget med England av 1936 och proklamerade kung Farouk som kung av Egypten och Sudan. Storbritannien gick dock inte med på uppsägningen vilket ledde till blodiga sammanstötningar särskilt i kanalzonen. Farouk tvangs vid en militärkupp ledd av Muhammad Naguib och Gamal Abdel Nasser i juli 1952 att abdikera till förmån för sin son Fuad och gick i exil. Fuad II var formellt kung av Egypten fram till 18 juni 1953 då han sändes i exil när Egypten blev republik.

## Republik
Egypten blev republik den 18 juni 1953 med Naguib som landets förste president, en position som Nasser övertog 1954. 1956 lämnade de brittiska trupperna landet och Egypten utropade sig självständigt och Suezkanalen nationaliserades. Under Suezkrisen försökte Frankrike och Storbritannien återta kontrollen över Suezkanalen tillsammans med Israel, men stötte på kraftiga protester från USA och Sovjetunionen. Som följd av konflikten utvisades 25 000 egyptiska judar, ungefär hälften av det totala antalet, ur landet och deras egendom beslagtogs. Återstoden utvandrade 1967.
Syrien fick en radikal fraktion av Baathpartiet som satte Palestinas befrielse som ett av de viktigaste målen. Egypten och Syrien förenades 1958 i en union, Förenade arabrepubliken, och även om den upplöstes 1961 slöt länderna därefter ett militärt samarbetsavtal. Mindre strider började mellan Syrien och Israel och enligt Sovjet hade Israel dragit samman större trupper vid den syriska gränsen. Egypten förbjöd israeliska fartyg att använda Tiransundet och beslöt att FN:s fredsbevarande styrkor måste lämna Egypten. Jordanien ställde sina trupper under egyptiskt befäl. Resultatet blev Sexdagarskriget som blev ett stort bakslag för Egypten. Nasser tog på sig skulden för misslyckandet och deklarerade att han tänkte avgå men folket ville ha honom kvar och han ändrade sig. Han avled 1970.
Anwar Sadat efterträdde Nasser som president. I Oktoberkriget 1973 försökte Egypten och flera andra allierade återvinna områden som förlorats under föregående krig. Israel togs med överraskning men slog tillbaka angreppen. Resultatet av kriget blev en upprättelse för Egypten och Sinaihalvön återlämnades till Egypten. Sadat försökte få till stånd ett fredsavtal med Israel och i Camp David-avtalen slöt Egypten som första arabland ett avtal med Israel vilket ledde till kraftig kritik från andra arabländer och ett misslyckat försök att isolera Egypten. Sadat bröt med Sovjetunionen och vände sig istället till USA och försökte införa marknadsekonomi. I kombination med korruption och nepotism blev resultatet att en liten grupp i samhället berikade sig medan det stora flertalet var fortsatt fattiga. När priset på bröd steg 1977 gick folket ut i demonstrationer och brände och plundrade i Kairo. Militären skickades ut och slog ner upproret. Sadat bildade Nationaldemokratiska partiet som kom att bli ett viktigt redskap för regimen för att behålla makten. Sadat mördades 1981 i Kairo under en militärparad.
Vicepresidenten och den förre flygvapenchefen Hosni Mubarak ersatte Sadat som president. Till en början visade Mubarak milda drag när han släppte politiska fångar, minskade censuren och tillät ökad frihet för fackföreningar. Vid den ekonomiska krisen i slutet av 1980-talet försämrades ekonomin och för att kunna genomföra besparingarna tog Mubarak till hårdare tag mot de oppositionella. Han lyckades få stöd från USA genom att hänvisa till risken för att Muslimska brödraskapet skulle få makten utan honom. Han stödde USA i kriget mot Saddam Hussein 1990-1991. Under ett besök i Addis Abeba 1995 utsattes han för ett attentatsförsök. George W. Bush deklarerade 2003 att det behövdes ökad frihet för folket i Mellanöstern och Mubarak pressades att inleda politiska reformer. 2006 deklarerade han att han tänkte behålla makten till sin död. Hans son lanserades som näste president.

## Egyptiska revolutionen 2011
I januari 2011 startade stora folkliga demonstrationer med krav på ett slut på diktaturen, president Mubaraks avgång och fria val. Den 11 februari meddelades att Mubarak avgått och en militärjunta tog över makten i landet. Ett val till parlamentets underhus anordnades i slutet av 2011 och i början av 2012. Största parti blev Frihets- och rättvisepartiet som kontrolleras av muslimska brödraskapet. Presidentvalet 2012 vanns av Frihets- och rättvisepartiets kandidat Muhammad Mursi som tillträdde den 30 juni 2012.
Protester uppstod mot Muhammad Mursis presidentskap och den 3 juli 2013 avsattes han av militären och landet leddes nu på nytt av de väpnade styrkornas högsta råd och dess ordförande Abdul Fatah al-Sisi tillsammans med den militärt tillsatta presidenten Adli Mansour. Efter att han vunnit presidentvalet den 28 maj 2014 tillträdde Abdul Fatah al-Sisi som president den 8 juni.